# Futian, Chongqing
Futian (kinesiska: 福田) är en köping i sydvästra Kina. Den ligger i häradet Wushan i storstadsområdet Chongqing, omkring 350 kilometer nordost om det centrala stadsdistriktet Yuzhong. Antalet invånare är 32 340. Befolkningen består av 15 955 kvinnor och 16 385 män. Barn under 15 år utgör 24,0 %, vuxna 15-64 år 64 %, och äldre över 65 år 11,0 %.